# Till alla killar: PS. Jag gillar dig fortfarande
Till alla killar: PS. Jag gillar dig fortfarande (engelska: To All the Boys: P.S. I Still Love You) är en amerikansk tonårsfilm/romantisk komedifilm från 2020 regisserad av Michael Fimognari, med manus skrivet av Sofia Alvarez och J. Mills Goodloe. Filmens huvudroller spelas av Lana Condor, Noah Centineo, Janel Parrish, Anna Cathcart, Trezzo Mahoro, Madeleine Arthur, Emilija Baranac, Kelcey Mawema, Jordan Fisher, Ross Butler, Julie Tao, Sarayu Blue, John Corbett och Holland Taylor. Den bygger på romanen PS. Jag gillar dig fortfarande, skriven av Jenny Han 2015.
Till alla killar: PS. Jag gillar dig fortfarande är en uppföljare till filmen Till alla killar jag har gillat från 2018, och den andra delen i filmserien Till alla killar, baserad på Jenny Hans romaner. Detta är den första film som Michael Fimognari har regisserat. Fimognari har även agerat filmfotograf vilket han även gjorde i den förra filmen. Filmen hade streamingpremiär på Netflix den 12 februari 2020, den följdes av den tredje filmen Till alla killar: Nu och för alltid, som hade premiär 2021.

## Handling
Filmens handling kretsar återigen kring tonårstjejen Lara Jean Covey, flickvän till Peter Kavinsky, efter att paret har gått ut offentligt med sitt förhållande. Men en dag dyker John Ambrose McClaren upp, en av Lara Jeans gamla förälskelser och brevmottagare och ramlar snart tillbaka in i hennes liv. Lara Jeans liv blir komplicerat, ska hon fortsätta förhållandet med Peter eller ska hon satsa på en relation med John?

## Rollista
| Lana Condor      | – Lara Jean Covey                 |
| Noah Centineo    | – Peter Kavinsky                  |
| Jordan Fisher    | – John Ambrose McClaren           |
| Anna Cathcart    | – Katherine "Kitty" Covey         |
| Janel Parrish    | – Margot Covey                    |
| Ross Butler      | – Trevor                          |
| Madeleine Arthur | – Christine (även kallad "Chris") |
| Emilija Baranac  | – Genevieve (även kallad "Gen")   |
| Trezzo Mahoro    | – Lucas                           |
| Holland Taylor   | – Stormy                          |
| Sarayu Blue      | – Trina Rothschild                |
| John Corbett     | – Dr. Dan Covey                   |
| Kelcey Mawema    | – Emily                           |
| Julie Tao        | – Haven                           |

Utöver skådespelarna i listan ovanför medverkar även skådespelerskan och dansaren Maddie Ziegler, i ett okrediterat cameoframträdande i filmen.